# 西流乡
西流乡，是中华人民共和国河北省邢台市新河县下辖的一个乡镇级行政单位。

## 行政区划
西流乡下辖以下地区：
西流村、九门村、亭则头村、河沟村、东董村、西董村、申家庄村、白杨林村、安庄村、杨家庄村、苗家庄村、西铺村、东铺村、故现村、毛家庄村、苏田村、南小屯村、苏章村、冯家庄村、许家庄村、齐果召村、吕家庄村、城召村、邢彦村、陈村、田村、南马庄村和梨园村。